# USS Jenkins (DD-42)
USS Jenkins (DD-42) – amerykański niszczyciel typu Paulding będący w służbie United States Navy w czasie I wojny światowej. Nazwa okrętu pochodziła od kontradmirała Thortana A. Jenkinsa.
Stępkę okrętu położono 24 marca 1911 w stoczni Bath Iron Works. Zwodowano go 29 kwietnia 1912, matką chrzestną była Alice Jenkins, córka patrona okrętu. Jednostka weszła do służby 15 czerwca 1912, pierwszym dowódcą został Lieutenant Commander E. H. Delany.
W czasie lat poprzedzających I wojnę światową "Jenkins" bazując w Newport służył we Flocie Atlantyku. W zimie pływał po Karaibach w ramach manewrów floty, latem służył w pobliżu wschodniego wybrzeża USA. W połowie kwietnia 1914 popłynął do Tampico, by wspierać amerykańską okupację Veracruz.
Gdy wojna wybuchła w Europie niszczyciel kontynuował operacje patrolowe na wybrzeżu Stanów Zjednoczonych w poszukiwaniu niemieckich u-bootów. Patrole i manewry podniosły jego gotowość bojową, więc był gotowy do wyruszenia do Europy 26 maja 1917.
Bazując w Queenstown "Jenkins" i jego siostrzane okręty patrolował wschodni Atlantyk, eskortował konwoje i ratował rozbitków z zatopionych statków. Taką służbę pełnił przez cały okres wojny. Miał kilka kontaktów z okrętami podwodnymi wroga, ale nie ma potwierdzonych rezultatów jego ataków. Po podpisaniu rozejmu 11 listopada 1918 okręt popłynął do Stanów Zjednoczonych i dotarł do Bostonu 3 stycznia 1919.
Niszczyciel operował wzdłuż wschodniego wybrzeża USA do 20 lipca gdy zawinął do Filadelfii. Pozostał tam do wycofania ze służby 31 października 1919. "Jenkins" został zezłomowany w 1935 zgodnie z ustaleniami londyńskiego traktatu morskiego.